# Orthorhyncus cristatus
El colibrí crestado (Orthorhyncus cristatus), también denominado zumbador crestado o zumbadorcito crestado, es una especie de ave apodiforme de la familia Trochilidae —los colibríes— la única perteneciente al género monotípico Orthorhyncus. Es nativo de las Antillas Menores.

## Distribución y hábitat
Se distribuye en Anguila, Antigua y Barbuda, Barbados, Dominica, Granada, Guadalupe, Martinica, Montserrat, noreste de Puerto Rico, Saba, San Bartolomé, San Cristóbal y Nieves, Santa Lucía, San Martín, San Vicente y las Granadinas, San Eustaquio, las Islas Vírgenes Británicas y las Islas Vírgenes de los Estados Unidos.
Esta especie es un residente común en todos los hábitats de las islas antillanas, incluyendo la vegetación abierta, parques, plantaciones, lindes de bosques, desde el nivel del mar hasta la alta montaña. Es más común por debajo de los 500 m.

## Descripción
Mide entre 8 y 9 cm de longitud y pesa entre 3,5 y 4 g. Los machos son de color verde oliva con un brillo metálico. Tiene la garganta de color gris claro y el vientre y patas gris oscuro. La característica más notable es una cresta verde esmeralda con un brillo metálico. Su pico es negro, delgado y recto. La hembra tiene colores menos exuberantes y carece de la cresta. La parte superior de la cabeza y las alas son de color verde metálico. Puede presentar gris bajo las alas y la garganta es de color blanco.

## Sistemática

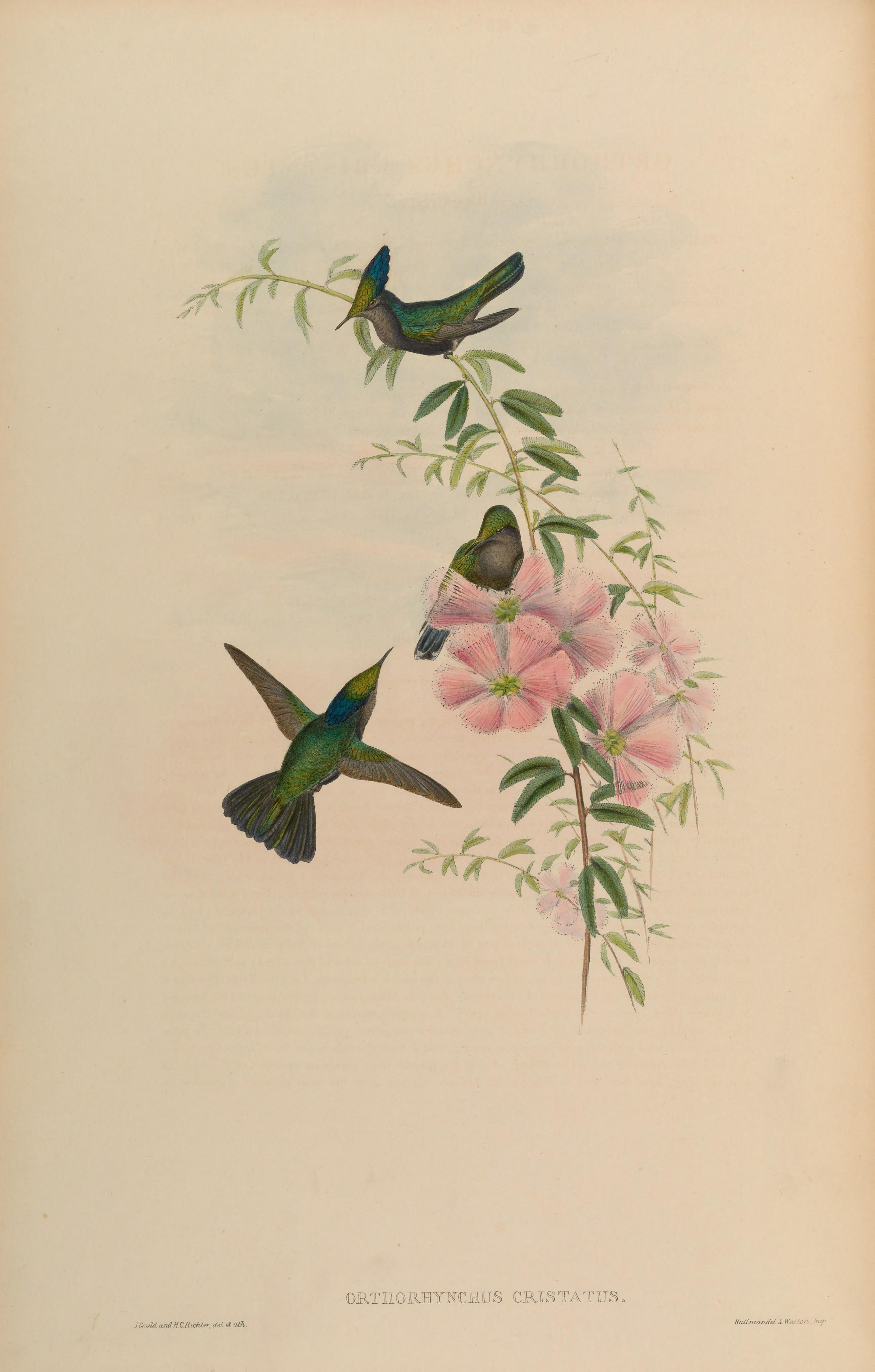
Orthorhynchus cristatus, ilustración de Gould y Richter en A monograph of the Trochilidae, or family of humming-birds 4, 1861.

### Descripción original
La especie O. cristatus fue descrita por primera vez por el naturalista sueco Carlos Linneo en 1758 bajo el nombre científico Trochilus cristatus; su localidad tipo es: «‘América’», enmendado para «Indias Occidentales, i.e. Barbados».
El género Orthorhyncus fue propuesto por el naturalista francés Bernard de Lacépède en 1799, la especie tipo subsecuentemente designada es Trochilus cristatus, la presente especie.

### Etimología
El nombre genérico masculino «Orthorhyncus» es una combinación de las palabras del griego «orthos» que significa ‘recto’ y «rhunkhos» que significa ‘pico’; y el nombre de la especie «cristatus», en latín significa ‘crestado’, ‘emplumado’.

### Subespecies
Según las clasificaciones del Congreso Ornitológico Internacional (IOC) y Clements Checklist/eBird  se reconocen cuatro subespecies, con su correspondiente distribución geográfica:
- Orthorhyncus cristatus exilis (Gmelin, 1788) – este de Puerto Rico, las Islas Vírgenes y las Antillas Menores hasta Santa Lucía.
- Orthorhyncus cristatus ornatus Gould, 1861 – San Vicente.
- Orthorhyncus cristatus cristatus (Linnaeus, 1758) – Barbados.
- Orthorhyncus cristatus emigrans Lawrence, 1877 – Granadinas y Granada.